# Einsteinmodell
In der Festkörperphysik beschreibt das Einstein-Modell (nach Albert Einstein) eine Methode, um den Beitrag der Gitterschwingungen (Phononen) zur Wärmekapazität eines kristallinen Festkörpers zu berechnen. Da sich das Einstein-Modell ausschließlich auf optische Phononen anwenden lässt, ist es nicht so erfolgreich wie das Debye-Modell, das akustische Phononen beschreibt.

## Grundlagen des Modells
Die Gitterschwingungen des Kristalls werden gequantelt, d. h. der Festkörper kann Schwingungsenergie nur in diskreten Quanten {\displaystyle \hbar \cdot \omega _{\mathrm {E} }} aufnehmen. Diese Quanten nennt man auch Phononen. Man beschreibt den Festkörper dann als aus N quantenharmonischen Oszillatoren bestehend, die jeweils in drei Richtungen unabhängig schwingen können. Die Besetzungswahrscheinlichkeit {\displaystyle \langle n\rangle } einer solchen Schwingungsmode (eines Phonons) hängt von der Temperatur T ab und folgt (da Phononen Bosonen sind) der Bose-Einstein-Verteilung:
{\displaystyle \langle n\rangle ={\frac {1}{\exp \left({\frac {\hbar \cdot \omega _{\mathrm {E} }}{k_{\mathrm {B} }\cdot T}}\right)-1}}}
mit
- {\displaystyle \hbar }: reduzierte Planck-Konstante
- {\displaystyle \omega _{\mathrm {E} }}: Einstein-Frequenz (Kreisfrequenz)
- {\displaystyle k_{\mathrm {B} }}: Boltzmann-Konstante.

Damit ergibt sich die innere Energie U im Festkörper zu (Es wurde die Quantisierungsbedingung des harmonischen Oszillators verwendet):
{\displaystyle {\begin{aligned}U&=3N\cdot \hbar \cdot \omega _{\mathrm {E} }\cdot \left(\langle n\rangle +{\frac {1}{2}}\right)\\&=3N\cdot \hbar \cdot \omega _{\mathrm {E} }\cdot \left({\frac {1}{\exp \left({\frac {\hbar \cdot \omega _{\mathrm {E} }}{k_{\mathrm {B} }\cdot T}}\right)-1}}+{\frac {1}{2}}\right)\end{aligned}}}
mit
- {\displaystyle N}: Teilchenzahl.

Der Beitrag {\displaystyle {\frac {\hbar \cdot \omega _{\mathrm {E} }}{2}}} gibt die Nullpunktenergie an.
Der Beitrag der Phononen zur Wärmekapazität ist dann:
{\displaystyle C_{V}=\left({\frac {\partial U}{\partial T}}\right)_{V={\rm {const}}}=3N\cdot {\frac {(\hbar \cdot \omega _{\mathrm {E} })^{2}}{k_{\mathrm {B} }\cdot T^{2}}}\cdot {\frac {\exp \left({\frac {\hbar \cdot \omega _{\mathrm {E} }}{k_{\mathrm {B} }\cdot T}}\right)}{\left[\exp \left({\frac {\hbar \cdot \omega _{\mathrm {E} }}{k_{\mathrm {B} }\cdot T}}\right)-1\right]^{2}}}}
mit
- {\displaystyle V}: Volumen.

Mit der Einstein-Temperatur {\displaystyle \Theta _{\mathrm {E} }={\frac {\hbar \cdot \omega _{\mathrm {E} }}{k_{\mathrm {B} }}}} ergibt sich eine einfachere Schreibweise:
{\displaystyle C_{V}\left(T\right)=3N\cdot k_{\mathrm {B} }\cdot \left({\frac {\Theta _{\mathrm {E} }}{T}}\right)^{2}\cdot {\frac {\exp \left({\frac {\Theta _{\mathrm {E} }}{T}}\right)}{\left[\exp \left({\frac {\Theta _{\mathrm {E} }}{T}}\right)-1\right]^{2}}}}

## Versagen bei tiefen Temperaturen
Wie das Debye-Modell liefert das Einstein-Modell das korrekte Hochtemperaturlimit nach dem Dulong-Petit-Gesetz:
{\displaystyle T\rightarrow \infty :\ \ C_{V}\rightarrow 3\cdot N\cdot k_{\mathrm {B} }}
Im Limes kleiner Temperaturen ergibt sich:
{\displaystyle T\rightarrow 0:\ \ C_{V}\sim \mathrm {e} ^{-\Theta _{\mathrm {E} }/T}\rightarrow 0}
Dieser Verlauf von CV(T) für kleine Temperaturen weicht allerdings erheblich von Messungen ab. Dies hängt mit der Annahme zusammen, alle harmonischen Oszillatoren im Festkörper würden mit einer einheitlichen Frequenz schwingen. Die Verhältnisse im realen Festkörper sind jedoch deutlich komplizierter.